# レゴラフェニブ
レゴラフェニブ (Regorafenib) は、血管新生に関わる受容体型チロシンキナーゼ (VEGFR1-3, TIE2) を標的にするほか、発癌に関与する受容体型チロシンキナーゼ (KIT, PDGFR, RET) に対する阻害作用を有する経口マルチキナーゼ阻害薬。抗がん剤として使用され、癌の増殖などに関係する特定の分子を狙い撃ちする分子標的治療薬のひとつ。医薬品名はスチバーガ錠（バイエル薬品株式会社）。

## 概要
レゴラフェニブは、腫瘍の血管新生にかかわるVEGFR、TIE-2、腫瘍の増殖にかかわるc-KIT、RET、B-RAF、間質組織性 PDGFR-β、FGFRなど受容体チロシンキナーゼに阻害作用をもつとされる経口マルチキナーゼ阻害薬(プロテインキナーゼ阻害薬＝ATC分類)。大腸癌で初めて有効性を示した低分子化合物である。抗がん剤として使用され、癌の増殖などに関係する特定の分子を狙い撃ちする分子標的治療薬のひとつ（一般名の最後が～ibはinhibitor 阻害薬、阻害作用を示す低分子化合物）。
主な副作用として手足症候群（hand-foot skin reaction）があり、そのほか、倦怠感、高血圧、下痢、皮疹でgrade 3以上のものが認められ、gradeは低いが肝機能値上昇が高頻度であった。
全生存期間（OS)の中央値は、レゴラフェニブ投与群が6.4カ月（四分位範囲IQR 3.6-11.8）、プラセボ群では5.0ヵ月（IQR 2.8-10.4）で、プラセボ群に対するレゴラフェニブ群のOSのHR（Hazard Ratio ハザード比）は0.77（95%CI 0.64-0.94、p＝0.0052）となり、レゴラフェニブ群で有意に延長されたとされる。

## 適応
- 治癒切除不能な進行・再発の結腸・直腸癌。[4]

なお、2013年5月現在、標準治療としてのガイドラインでの位置づけは検討中で「代謝拮抗薬（フッ化ピリミジン系薬剤/主に、5FU、フトラフール（FT）、フルツロン（5-DFUR）、ユーエフティ（UFT）、ティーエスワン（TS-1）など）、オキサリプラチン、イリノテカンベースの化学療法、ベバシズマブ（KRAS野生型などの場合は抗EGFR抗体薬のセツキシマブ、パニツムマブを含む。ただし、セツキシマブでのKRAS変異型への効能については治験中でさらに評価が分かれる）の施行後に、病勢の進行が認められた結腸・直腸癌」として検討されている。また、ベバシズマブの継続使用が良いのか抗EGFR抗体薬併用療法が良いのかの結論はでていない。
- 2013年8月20日、がん化学療法後に増悪した消化管間質腫瘍（GIST）に対しての承認を取得した[6]。

- 2017年6月26日、がん化学療法後に増悪した切除不能な肝細胞癌に対しての承認を取得した。RESORCE試験において、レゴラフェニブ群では有意に全生存期間が延長した。[7]

## 副作用
製薬会社は以下の注意を患者によびかけている。
まれだが注意を要するもの。
脳出血（症状…激しい頭痛、めまい、意識がなくなる）、脳障害（症状…血圧が上が180以上や下が120以上で、痙攣、頭痛、意識障害、視力障害）、肝機能低下（症状…黄疸、尿が褐色になる）、がんからの出血、消化管穿孔（症状…激しい腹痛、吐気、嘔吐）、血栓症（狭心痛、手足のマヒ、シビレ、片方の足の痛みや腫れ）、重い皮膚障害。

よくあり重篤ではないが、QOLを低下させるもの。
手足症候群、高血圧、発声障害、発疹、下痢、食欲減退、疲労など。
- 手足症候群 手や足の裏がピリピリしたりチクチクする。痛む。赤く膨れる（むくむ）。水ぶくれができる。ひび割れ、皮がむけるなど。これらの予防にはハンドクリームを手を洗ったあとや入浴後10分以内や寝る前に塗る。また、熱い湯に入らない、就寝中に手袋をする。乾燥しているところや力のかかる所に特に症状が現れやすく、皮膚に力のかかる作業（長時間の水仕事、雑巾絞りなど皮膚に強い力のかかること、重い荷物をもつなど）を避け、締め付けの強い靴下は避け、スリッパを普段使用し、外出も足にあったやわらかい靴をはく。
- 発疹 頭や顔、皮膚にプツプツがでる。かゆい（ピリピリ、痛い）、熱い。予防策には、紫外線防止と保湿ローションの使用が事前に必要である。

- 2014年3月26日、厚生労働省はレゴラフェニブ服用患者4人が劇症肝炎や間質性肺炎で死亡し、副作用が否定できないとして製薬業者に対し添付文書の使用上の注意を改訂、および患者の状態を観察するなどの注意喚起を徹底するよう指示した[9]。

### その他
- なお、1日1回の服用時前の食事で、高脂肪食品をとった後に薬を飲むと、その効果を弱めるはたらきをもたらす。脂肪分の多い食事の摂取が、副作用への緩和へ良い効果をもたらすかについての研究はまだない。肝機能低下の原因は不明だが日本国での治験において大阪で1名の死者が出ている[10]。